# Джаманова Роза Умбетівна
Роза Умбетівна Джама́нова (каз. Роза Үмбетқызы Жаманова; нар. 16 квітня 1928, Актюбінськ — пом. 27 грудня 2013, Алмати) — казахська оперна співачка (сопрано) і освітянка.

## Біографія
Народилася 16 квітня 1928 в місті Актюбинську (нині Актобе, Казахстан). Казашка. Закінчила музичну школу в Уральську; у 1949 році — Уральське музичне училище за класом гобою та вокалу. Протягом 1949—1954 років навчалася на вокальному факультеті Алматинської консеваторії, була ученицею професора Олександра Курганова.
З 1953 року — солістка Державного академічного театру опери й балету імені Абая в Алмати. У 1962—1980 роках очолювала Казахське театральне товариство. Член КПРС з 1963 року. Обиралась депутаткою Верховної Ради Казахської РСР 6-го скликання (1963—1967 роки) та Верховної Ради СРСР 8-го скликання (1970—1974 роки). З 1968 року — віце-президент Міжнародного інституту театру. З 1976 року викладала на вокальному факультеті в Алматинській консерваторії (з 1987 року — професор, з 2003 року — консультант).
Померла в Алмати 27 грудня 2013 року. Похована в Алмати на Кенсайському кладовищі.

## Творчість
Виконавиця партій
- Сара («Біржан і Сара» Мукана Тулебаєва);
- Ажар («Абай» Ахмета Жубанова та Латифа Хаміді);
- Бану («Амангельди» Євгена Брусиловського разом з Муканом Тулебаєвим);
- Назугум («Назугум» Куддуса Кужам'ярова);
- Маро («Даїсі» Захарія Паліашвілі);
- Тетяна, Іоланта («Євгеній Онєгін», «Іоланта» Петра Чайковського);
- Маша («Дубровський» Едуарда Направника);
- Катаріна («Приборкання норовливої» Віссаріона Шебаліна);
- Чіо-Чіо-сан («Мадам Баттерфляй» Джакомо Пуччіні);
- Маргарита («Фауст» Шарля Гуно);
- Камар («Камар-Слу» Єркегалі Рахмадієва);
- Айсулу («Айсулу» Сидика Мухамеджанова);
- Амелія («Бал-маскарад» Джузеппе Верді);
- Марія Олександрівна («Брати Ульянови» Юлія Мейтуса);
- Валя Панфілова («Двадцять вісім» Газізи Жубанової);
- Недда («Паяци» Руджеро Леонкавалло).

Виступала також як концертна співачка. З 1951 року гастролювала за кордоном, зокрема у Польщі у 1959 році, Індії у 1963 році, Канаді у 1967 році, Італії у 1968 році.

## Відзнаки
Нагороджена
- орденами Трудового Червоного Прапора (1971), Дружби народів (1978; до 50-річчя), Леніна (1986), Парасат (2001)[2][3];
- медалями «За освоєння цілинних земель» (1964), «За доблесну працю» (1970), «50 років Цілині» (2004)[2][3];
- почесними грамотами Киргизької РСР (1966), Комітету захисту миру (1974), Монгольської Народної Республіки (1978), Естонської РСР (1982), Чечено-Інгуської АРСР (1984), Казахської РСР (1984)[2][3];

Почесні звання
- Заслужена артистка Казахської РСР з 1957 року[2][3];
- Народна артистка СРСР з 3 січня 1959 року;

Премії
- Державна премія Казахської РСР імені Куляш Байсеїтової (1972; за партію Марії Олександрівни Ульянової в опері «Брати Ульянови» Юлія Мейтуса)[3];
- Незалежна премія меценатів Казахстану «Тарлан» (2005)[3];